# Nålebinding
Nålebinding (nogle gange omtalt som naalbinding, nålbinding, nålbindning eller naalebinding) er en teknik til at fremstille tekstiler på, som er ældre end både strikning og hækling. 
De ældste fragment af nålebundet tekstil er dateret til omkring år 6500 f.v.t., og blev fundet i Nehal Hemar-grotten i Israel. Der er fundet nålebundne bastfibre af lindetræ dateret til omkring 4200 f.v.t. i Tybrind Vig, hvor der lå en fiskerbosættelse i stenalderen i Danmark. I vikingetiden blev nålebinding brugt i Skandinavien til forskellige typer tekstiler. I middelalderen blev tekniket brugt til bl.a. sokker og vanter.
Ved arkæologiske fund af tekstiler kan det være vanskeligt adskille nålebundne og strikkede tekstiler. 
Teknikken kaldes også "knudeløs strikning"  eller "enkeltnåls strikning", og teknikken adskiller sig fra hækling ved at hele tråden passeres igennem hver løkke, til forskel fra hækling, som kun består af løkker og ingen fri ender. Nålebinding adskiller sig fra strikning, idet man må sætte tråden sammen flere gange i løbet af hvert projekt til forskel fra strikning, hvor man har ét langt stykke tråd, som hele tiden tages fra en garnnøgle.
Nålebinding benyttes stadig i Nanti-stammen, der er det indfødte folkeslag i Camisea-regionen i Peru, hvor de bruger teknikken til at lave armbånd. Nålebinding er fortsat populært i Skandinavien samt i Balkanområdet.